# محلل استخدام القرص
باوباب (بالإنجليزية: Baobab)‏ أو محلل استخدام القرص، هو محلل لمساحة القرص ذو واجهة رسومية لبيئة جنوم، وهو جزء من أدوات جنوم GnomeUtils.